# Ypern
Ypern [ˈyːpɐn] ⓘ (niederländisch und westflämisch Ieper, französisch Ypres) ist eine Stadt in der Provinz Westflandern der Flämischen Gemeinschaft in der Region Flandern, Belgien. Ypern hat 35.550 Einwohner (1. Januar 2024). Zu Ypern gehören die Orte Boezinge, Brielen, Dikkebus, Elverdinge, Hollebeke, Sint-Jan, Vlamertinge, Voormezele, Zillebeke und Zuidschote.

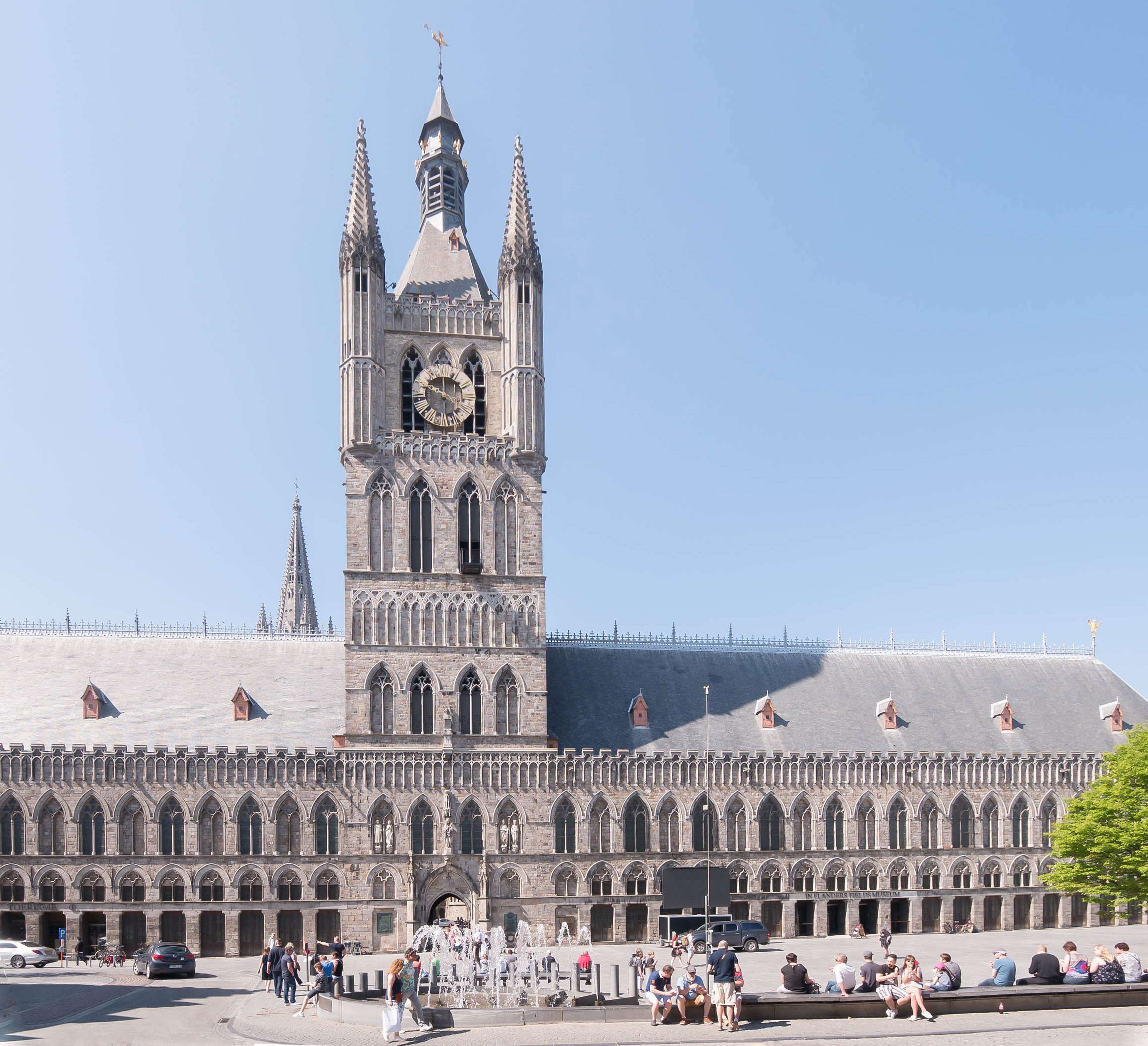
Die Tuchhalle mit dem einbezogenen Belfried

## Politik

### Stadtrat
- Vooruit: 12
- Groen: 1
- OpenVLD – CD&V – NVA: 17
- VB: 3

Nach der Wahl hatte OpenVLD – CD&V – NVA eine knappeabsolute Mehrheit.
- Vooruit: 33
- Groen: 5
- OpenVLD – CD&V – NVA: 17
- Open VLD: 21
- CD&V: 29
- CDV – NVA: 40
- N-VA: 3
- VB: 12
- Sonst.: 1

- CDV – NVA: 40
- Vooruit: 33
- CD&V: 29
- Open VLD: 21
- OpenVLD – CD&V – NVA: 17
- VB: 12
- Groen: 5
- N-VA: 3
- Sonst.: 1

## Geschichte

### Mittelalter und Frühe Neuzeit
Balduin II. der Kahle (879–918) befestigte das zur Grafschaft Flandern gehörende Ypern zur Abwehr gegen die Normannen. Ypern gehörte im späten Mittelalter mit Gent und Brügge zu den bedeutendsten Städten Flanderns, war Mitglied der flämischen Hanse und insbesondere durch den Tuchhandel bedeutend geworden. Um das Jahr 1300 hatte Ypern etwa 20.000 Einwohner. Kurz danach war der Arzt und Verfasser eines chirurgische Lehrbuchs Jan Yperman (auch Jehan Yperman; † um 1330) geschworener Wundarzt der Stadt und am Belle-Siechenhaus tätig. 1559 bis 1801 war Ypern Bischofssitz.

### 20. Jahrhundert

#### Erster Weltkrieg
Im Ersten Weltkrieg (1914–1918) lag Ypern ab Herbst 1914 direkt an der Westfront.
Am 4. November 1914 ließ der deutsche General Berthold von Deimling ohne militärischen Grund und gegen die ausdrückliche Weisung seines Oberbefehlshabers Kronprinz Rupprecht von Bayern die berühmten mittelalterlichen Tuchhallen von Ypern in Schutt und Asche legen.
Ypern war stark umkämpft:
- Erste Flandernschlacht (20. Oktober bis 18. November 1914),
- Zweite Flandernschlacht (22. April bis 25. Mai 1915),
- Schlacht von Messines (ab 21. Mai 1917); eine Art Voroffensive für die
- Dritte Flandernschlacht (31. Juli bis 6. November 1917).

Deutsche Truppen versuchten mehrmals, die Stadt einzunehmen; dabei wurden sie (November 1914 und April 1915) zurückgeschlagen. Am 22. April 1915 setzten deutsche Truppen zum ersten Mal Chlorgas ein.

„London, 27. April. „Daily Chronicle“ meldet aus Nordfrankreich folgende Einzelheiten über die Anwendung giftiger Gase durch die Deutschen: Am 22. d. M. um 5 Uhr nachmittags sahen französische Soldaten in den vordersten Laufgräben zwischen Langemarck und Knocks [= Fort Knokke] dichten gelben Rauch aus den deutschen Schützengräben aufsteigen und sich langsam gegen die französischen Stellungen bewegen. Der Nordostwind bewirkte, daß der Rauch wie ein Teppich über die Erde breitete, die er in einer Höhe von 16 Fuß bedeckte. Die Deutschen wendeten starke Flaschen mit komprimiertem Gase an, die mit Hähnen versehen waren und geöffnet wurden, sobald der Wind auf die feindlichen Gräben stand. Die Anwendung von Gasen kam den Franzosen überraschend. Viele unter ihnen wurden vergiftet und starben. Einigen glückte es, zu entweichen, aber sie wurden kurz darauf ganz schwarz im Gesichte, husteten Blut und fielen tot um. Die Wirkungen des Gases wurden an der Front in einer Breite von sechs Kilometern und einer Tiefe von zwei Kilometern bemerkt. Eine Viertelstunde später rückten die Deutschen aus den Schützengräben vor, voran Soldaten mit Sicherheitshelmen, um sich zu vergewissern, ob sie die Luft atmen könnten. Da sich das Gas nunmehr verteilte, rückten große Scharen Deutscher vor.“

Am 12. Juli 1917 testeten deutsche Truppen – wieder bei Ypern – erstmals Senfgas. Es wurde von vielen Soldaten auch Yperit genannt. „Yperit“ ist in Frankreich bis heute auch ein Synonym für „Giftgas“.
Die Stadt wurde bis zum Ende des „Großen Krieges“ von den Alliierten gehalten; bei Ypern kämpften vor allem Soldaten aus dem Britischen Empire. Zur Erinnerung an dort bestattete Gefallene und daran, dass Ypern deutscher Besetzung standhielt, ertönt seit 1929 – mit Ausnahme der Zeit deutscher Besatzung im Zweiten Weltkrieg – jeden Abend an der Gedenkstätte Menenpoort um Punkt acht Uhr The Last Post.

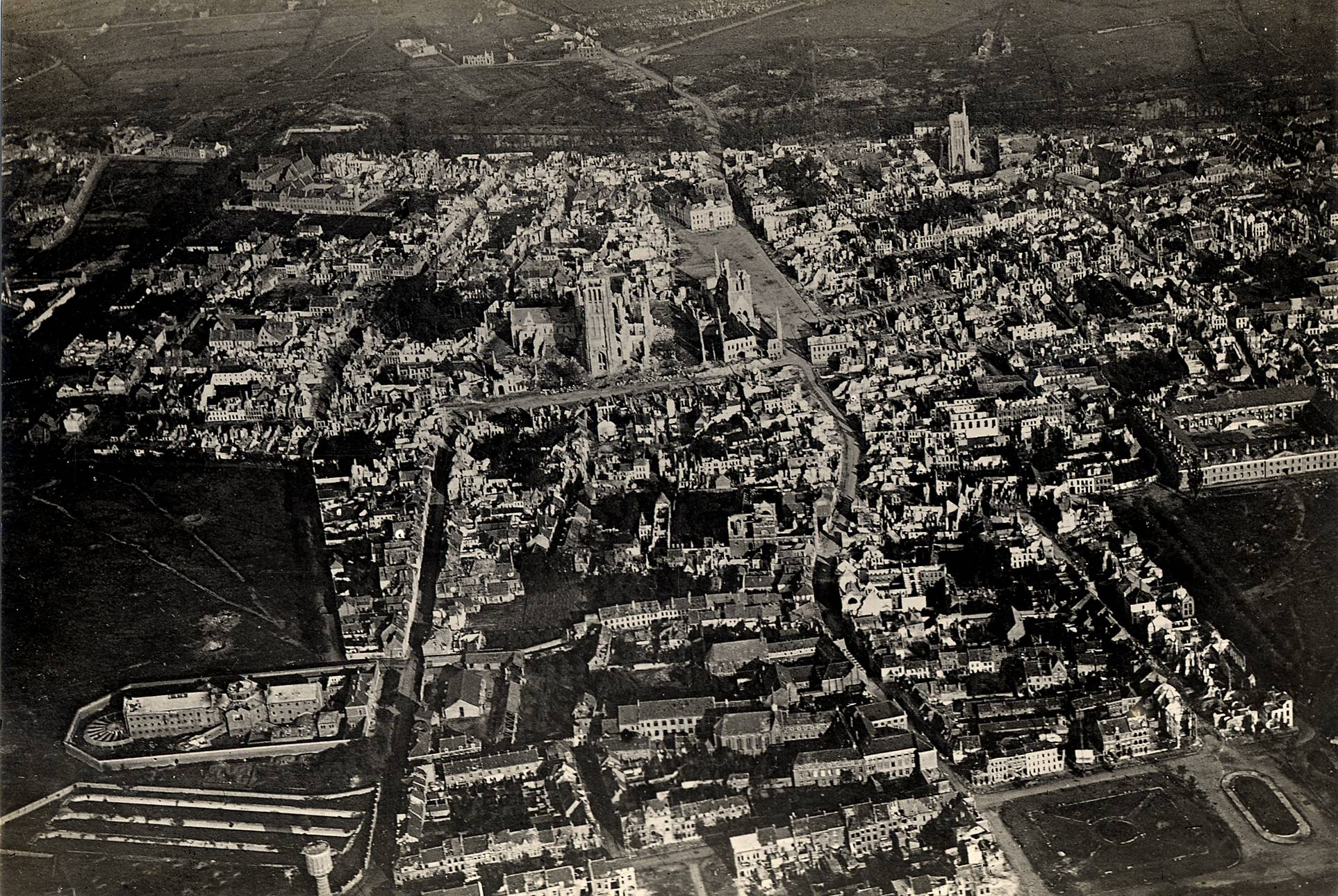
Ypern 1915
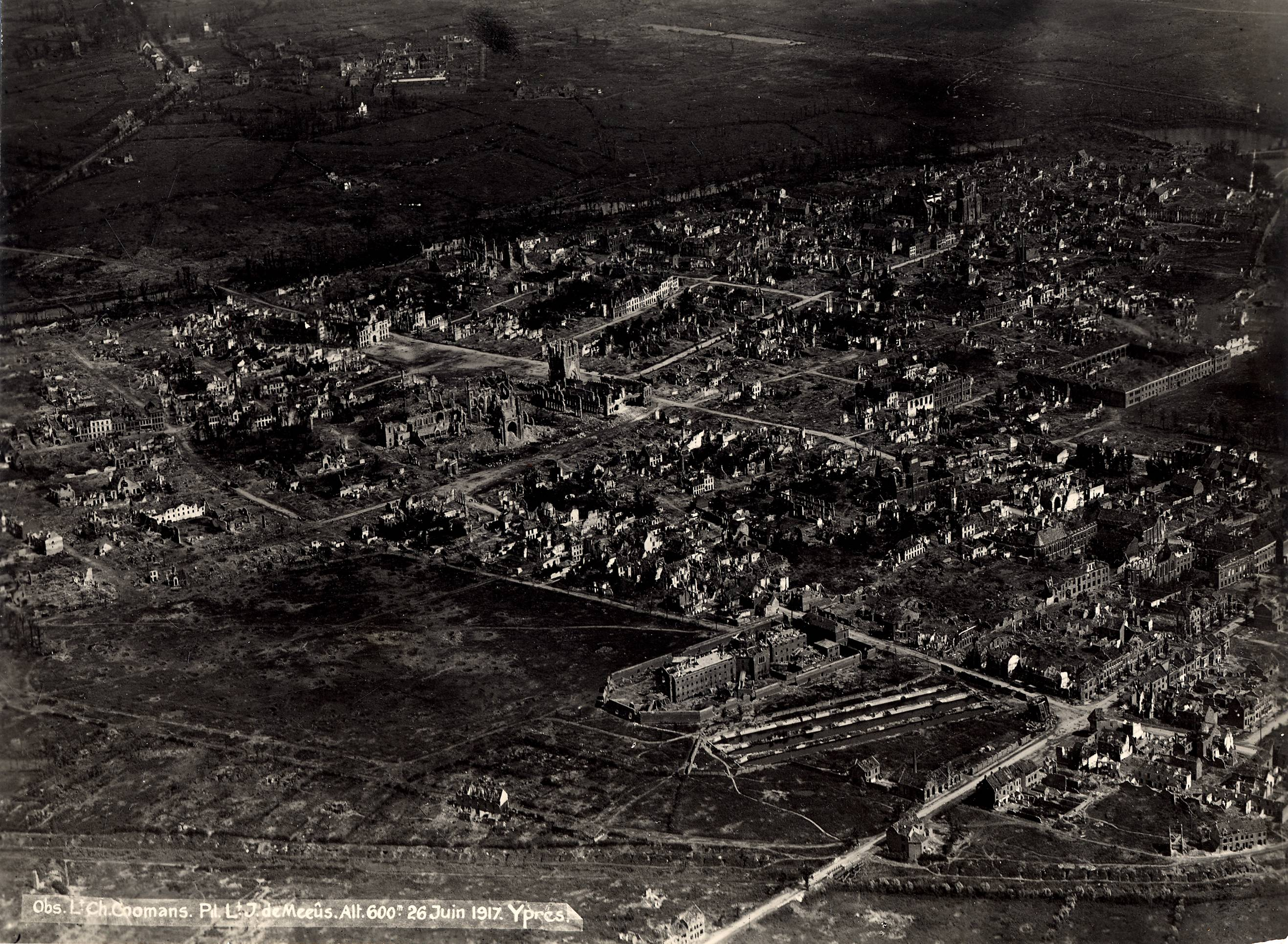
Ypern 1917
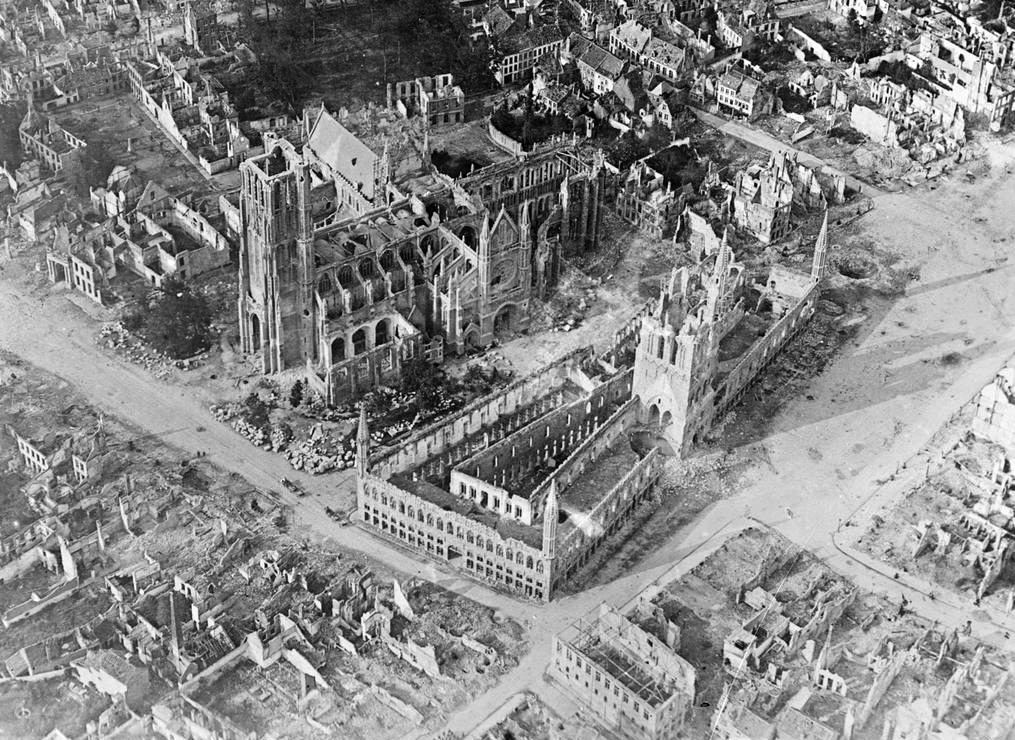
Luftbild der kriegszerstörten Altstadt Ypern, 1917
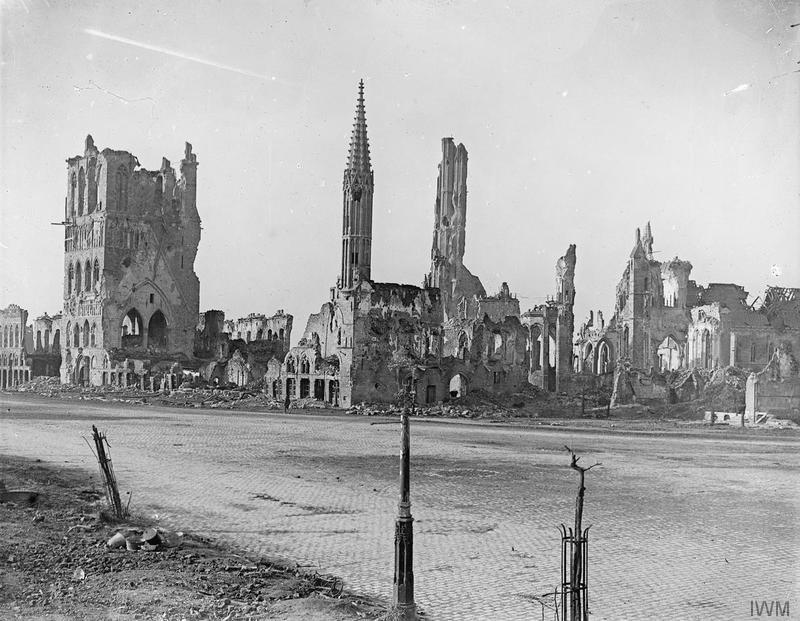
Reste der Tuchhallen, November 1916
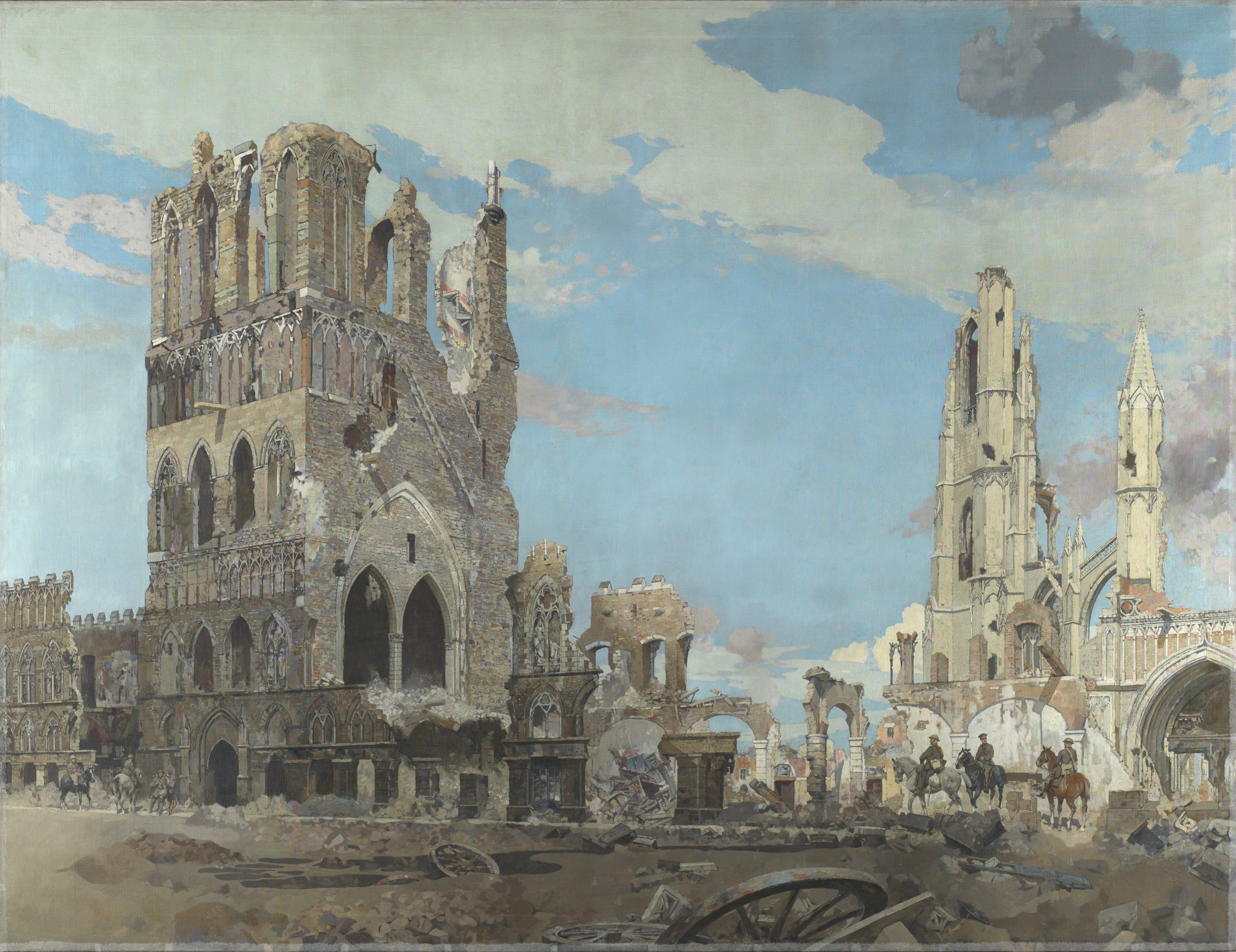
James Kerr-Lawson: The Cloth Hall, Ypres (Die Tuchhalle in Ypern), entstanden zwischen 1917 und 1919. Canadian War Museum, Ottawa, Kanada
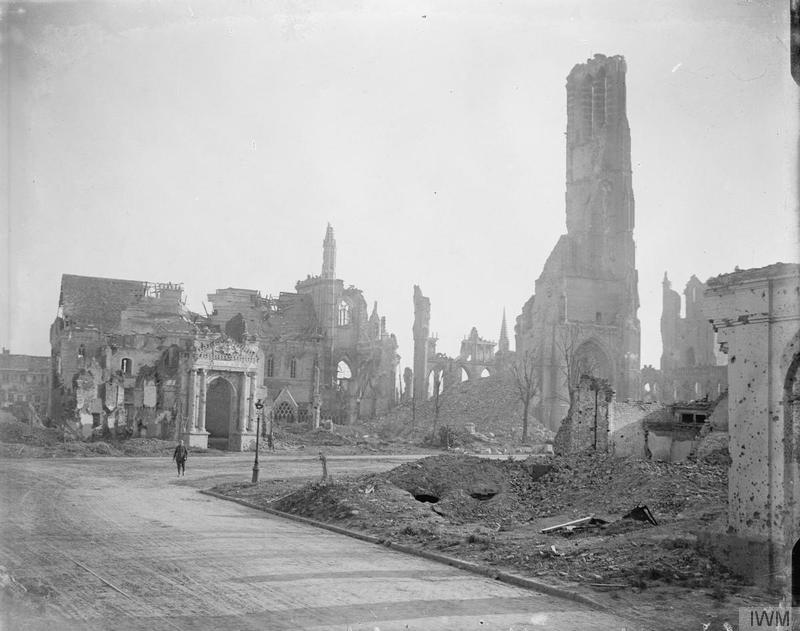
Reste der Sankt-Martins-Kathedrale, 1916
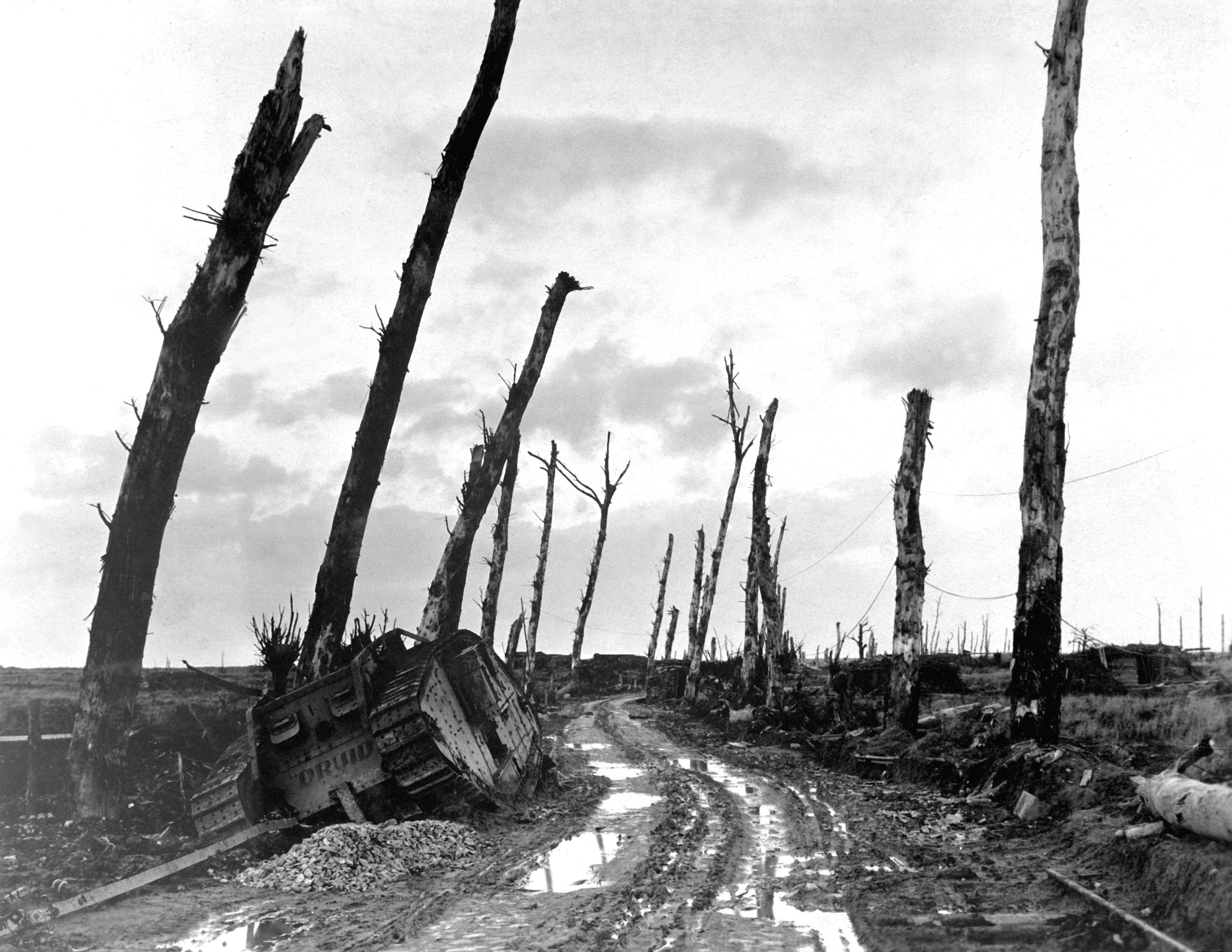
Straße nach Poelkapelle, im Dezember 1918
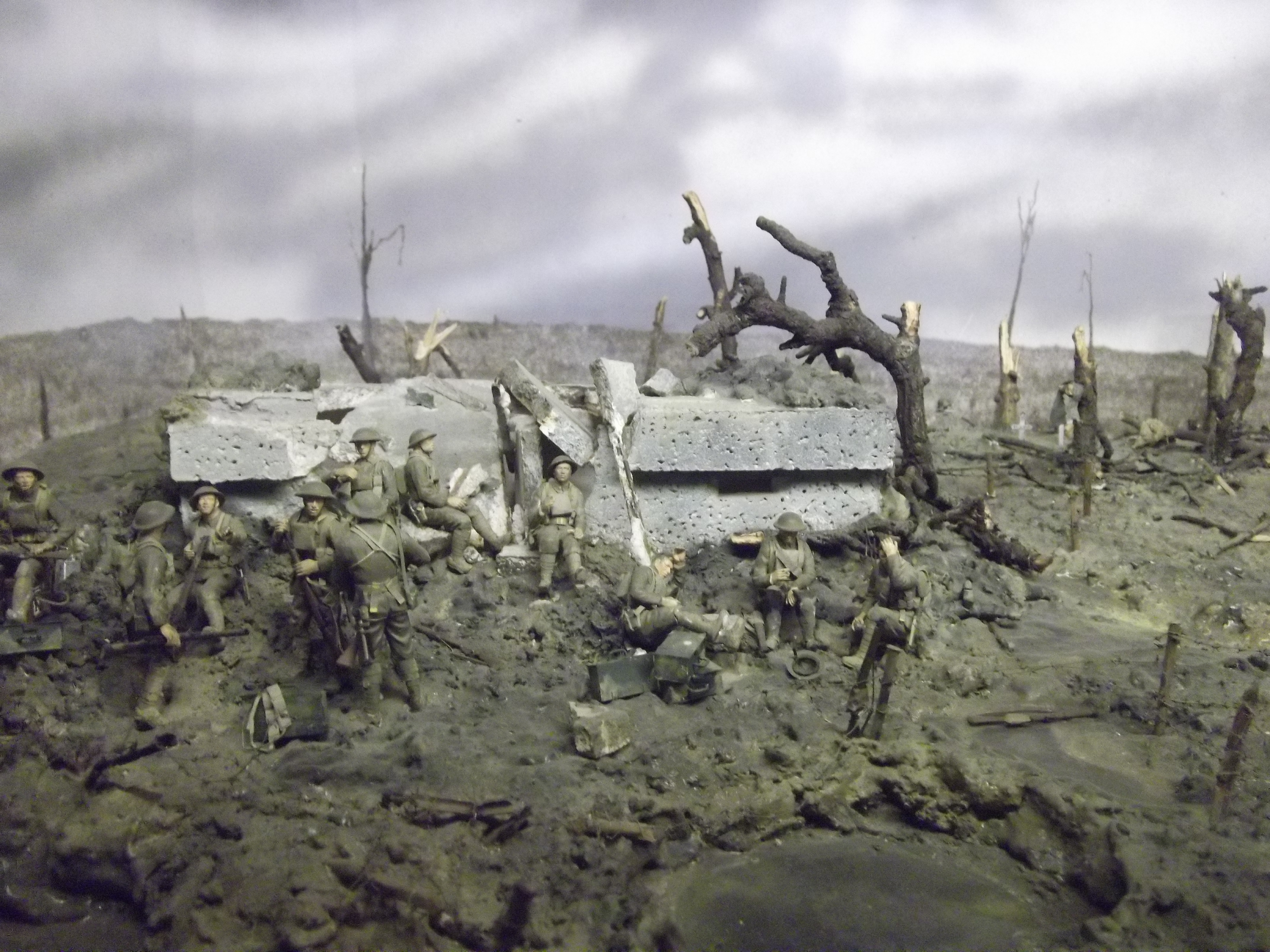
Diorama mit britischen Soldaten im Museum In Flanders Fields
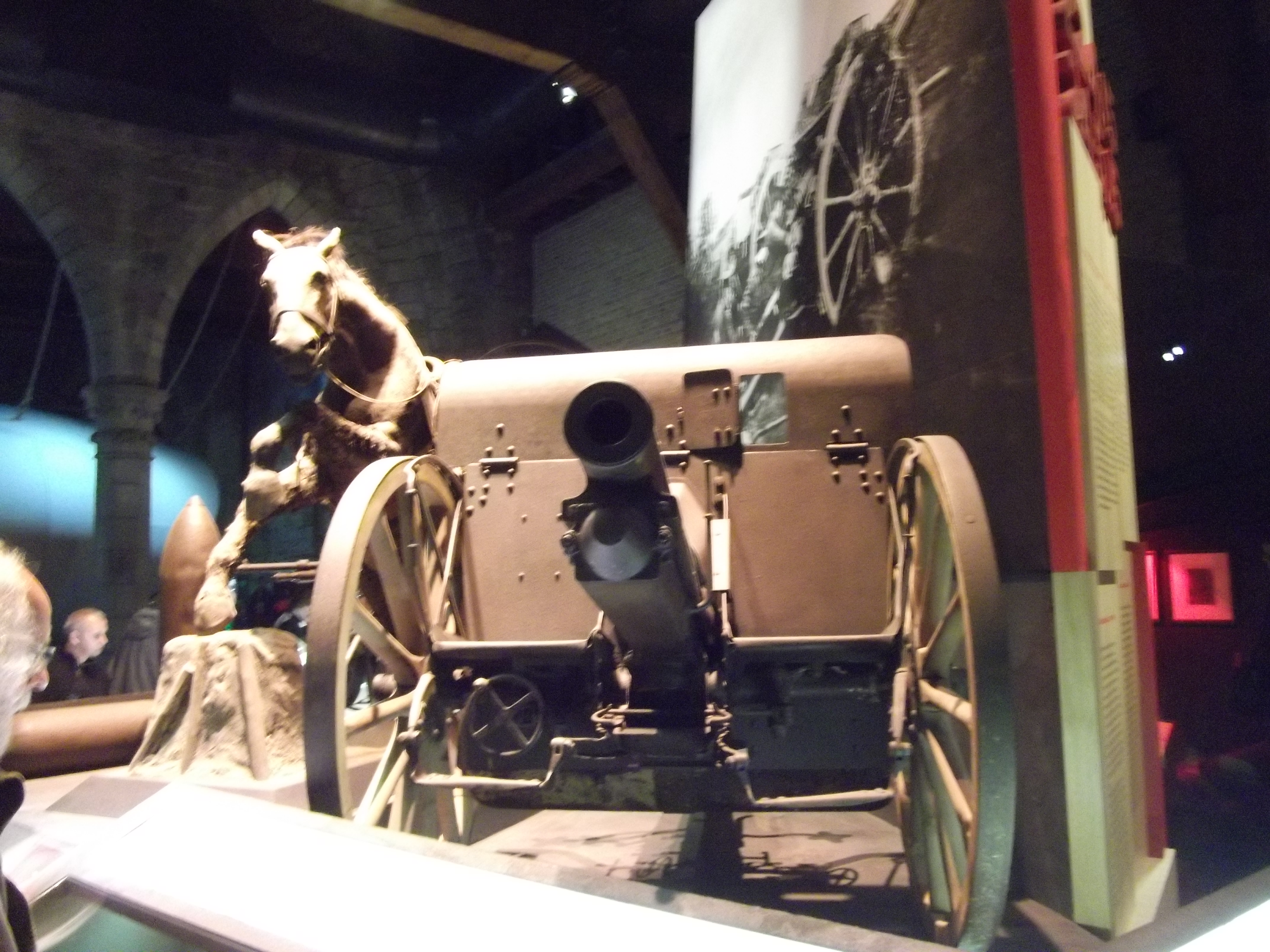
Geschütz im Museum In Flanders Fields

#### Wiederaufbau
Nach dem Krieg wurde die stark zerstörte Stadt (trotz des Wunsches Winston Churchills, die Ruinen als Denkmal bestehen zu lassen) wieder aufgebaut. Die wichtigsten Bauten, wie die Stadtkirche und die Tuchhalle, wurden originalgetreu rekonstruiert, die meisten anderen Häuser aber ganz unabhängig von den Vorgängerbauten frei historisierend neu errichtet. Historisches Bewusstsein und Erinnerungen haben seitdem viel Platz in der Geschichtsschreibung und Kultur der Stadt. In der Umgebung von Ypern befinden sich zahlreiche Soldatenfriedhöfe.
Ypern selbst ist von einem gigantischen Stollennetz durchzogen, das im Ersten Weltkrieg von Arbeitern angelegt und in Teilen erst 2009 wiederentdeckt wurde.

#### Zweiter Weltkrieg
Im Zweiten Weltkrieg fanden im Gebiet um Ypern während des deutschen Westfeldzugs erneut schwere Kämpfe statt. Nach dem Rückzug der British Expeditionary Force nach Dünkirchen und nach der Kapitulation der belgischen Armee am 28. Mai 1940 wurde es am Folgetag kampflos von Truppen der Wehrmacht besetzt.
Anfang Juni, noch während der Schlacht von Dünkirchen, besuchte Adolf Hitler Ypern und die umliegenden Schlachtfelder des Ersten Weltkriegs auf einer Propagandareise.
Ypern wurde im September 1944 von vorrückenden westalliierten Truppen befreit.

## Gemeindegliederung
| - I – Ypern - II – Zillebeke - III – Hollebeke - IV – Voormezele - V – Dikkebus - VI – Vlamertinge - VII – Brielen - VIII – Elverdinge - IX – Zuidschote - X – Boezinge - XI – Sint-Jan - XII – Pilkem |

## Sehenswürdigkeiten
- Marktplatz, umgeben von Bürgerhäusern.
- Lakenhal (Tuchhallen, Gewandhaus), einer der größten profanen gotischen Gebäudekomplexe Europas mit einem 70 Meter hohen Belfried, der zum UNESCO-Welterbe gehört und ein 49-teiliges Glockenspiel enthält. In dem Gebäude ist das mehrfach ausgezeichnete Museum In Flanders Fields untergebracht – eine interaktive Ausstellung von Erlebnisberichten über das Schlachtfeld bei Ypern. Ebenfalls in der Lakenhal befindet sich das 2018 neu eröffnete interaktive Ieper-Museum, das die Geschichte der alten Handelsstadt außerhalb des Ersten Weltkrieges behandelt[9]
- Sankt-Martins-Kathedrale, gotische Bischofskirche des ehemaligen Bistums Ypern, das von 1561 bis 1801 bestand.
- Sankt-Jakobs-Kirche, eine ebenfalls gotische Kirche, die wie die Kathedrale im Krieg nahezu völlig zerstört und danach wieder aufgebaut wurde.
- Kriegerdenkmal Menenpoort – ein Ehrenbogen zum Gedenken an den Ersten Weltkrieg
  - nahe dem Menenpoort am Wall steht ein markantes Baumdenkmal, eine Edelkastanie (Castanea sativa L.) ⊙, welche 2021 Belgien beim Wettbewerb Europäischer Baum des Jahres[10] vertrat
- Alte Festung und die Schützengräben aus dem Ersten Weltkrieg.
- St. George’s Memorial Church. Gedenkstätte für die mehr als 500.000 gefallenen Soldaten aus dem Vereinigten Königreich und dem Commonwealth.[11]
- Die Ypern-Rallye, eine Motorsport-Veranstaltung im Rahmen der Intercontinental Rally Challenge (IRC) und der Rallye-Europameisterschaft.
- Der Bellewaerde Park ist ein Tier- und Vergnügungspark und der älteste Freizeitpark in Belgien. Der über 50 Hektar große Park liegt etwas außerhalb von Ypern, in dem 6 km weit entfernten Dorf Hooge.

## Wirtschaft
Die Stadt lebt vom Handel und vom Tourismus. Zudem haben sich kleine und mittlere Industrieunternehmen in Ypern angesiedelt.

## Städtepartnerschaften
- Siegen (Deutschland), seit 1967
- Lehrte (Deutschland)
- Saint-Omer (Frankreich)
- Wa (Ghana)

## Persönlichkeiten
- Heilige Adela (1009/14–1079), Gräfin von Flandern
- Margareta von Ypern (1216–1237), flämische Mystikerin und Dominikanerterziarin
- Jan Yperman (* um 1260; † um 1330), auch augenärztlich tätiger Wundarzt, Stadtarzt von Ypern und Feldwundarzt[12][13][14][15]
- Melchior Broederlam (* um 1350, † nach 1409), Maler, Mitbegründer der altniederländischen Malkunst
- Jacobus Probst (1486–1562), Augustinerprior und Reformator
- Jacobus Clemens non Papa (1510/15–1555/56), Komponist der Renaissance
- Andreas Gerhard Hyperius (1511–1564), reformierter Theologe, Hochschullehrer und Reformator
- Georg Robin (1522–1592), Architekt
- Jacobus de Kerle (1531/32–1591), Komponist der Renaissance
- Cornelius Jansen (1585–1638), Bischof von Ypern, Begründer des Jansenismus
- Christian Lupus (1611/1612–1681), römisch-katholischer Theologe
- Ulrike Eleonore von Hessen-Philippsthal (1732–1795), Landgräfin von Hessen-Philippsthal
- Anna von Hessen-Philippsthal-Barchfeld (1735–1785), hessische Prinzessin und durch Heirat Gräfin von Lippe-Detmold
- François Antoine Bossuet (1798–1889), Vedutenmaler
- Lodewijk-Jozef Delebecque (1798–1864), römisch-katholischer Geistlicher, Bischof von Gent 1838–1864
- Camille Durutte (1803–1881), Musiktheoretiker und Komponist
- Jules Malou (1810–1886), Staatsmann
- Eugène de Pruyssenaere (1826–1864), Afrikaforscher
- Aloïs Boudry (1851–1938), Genre-, Porträt- und Stilllebenmaler
- Léon Vanderstuyft (1890–1964), Radrennfahrer
- Albert Muylle (1910–?), Radrennfahrer
- Walter Fiers (1931–2019), Molekularbiologe
- Eric Defoort (1943–2016), Politiker und Vorsitzender der Europäischen Freien Allianz (EFA)
- Marc Vervenne (* 1949), Theologe und Rektor der Katholieke Universiteit Leuven
- Xavier Rogiers (1956–2019), Transplantationschirurg
- Nicholas Lens (* 1957), Autor und Komponist
- Yves Leterme (* 1960), Politiker und zeitweiliger Ministerpräsident
- Rik Opsommer (* 1962), Leiter des Stadtarchivs Ypern
- David Saelens (* 1975), Rennfahrer
- Stijn Joseph (* 1987), Radrennfahrer
- Emma Meesseman (* 1993), Basketballspielerin

## Sonstiges
- Nach Ypern wurde die unterste geologische Stufe des Eozäns, das Ypresium, benannt.
- Da Senfgas zum ersten Mal in Ypern eingesetzt wurde, erhielt der Kampfstoff den Namen Yperit.
- Die kanadische Metal-Band Woods of Ypres nennt in ihrem Bandnamen Ypern, weil hier im Ersten Weltkrieg kanadische Soldaten kämpften.
- Der 1992 entdeckte Asteroid (10120) Ypres wurde nach der Stadt benannt.
- „Ypern“ ersetzte 1934 das Wort Ypsilon in der deutschen Buchstabiertafel.

## Galerie

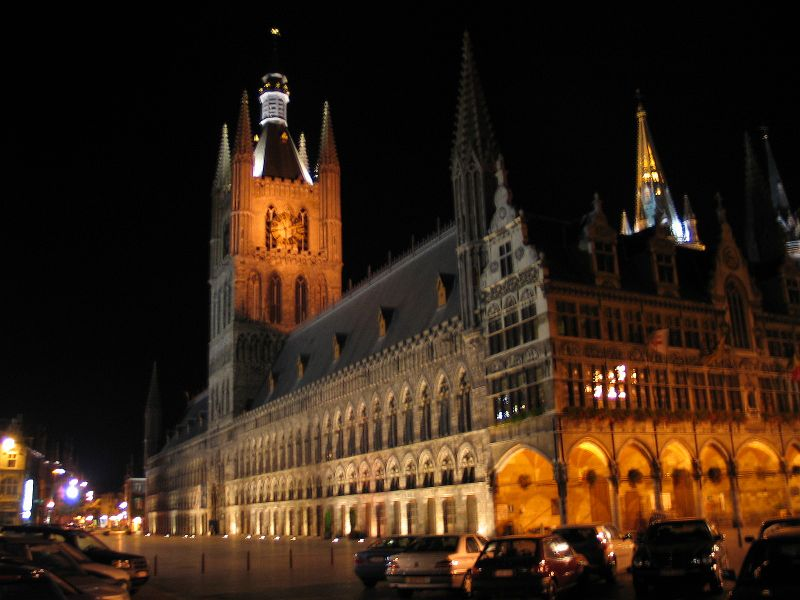
Tuchhallen in Ypern
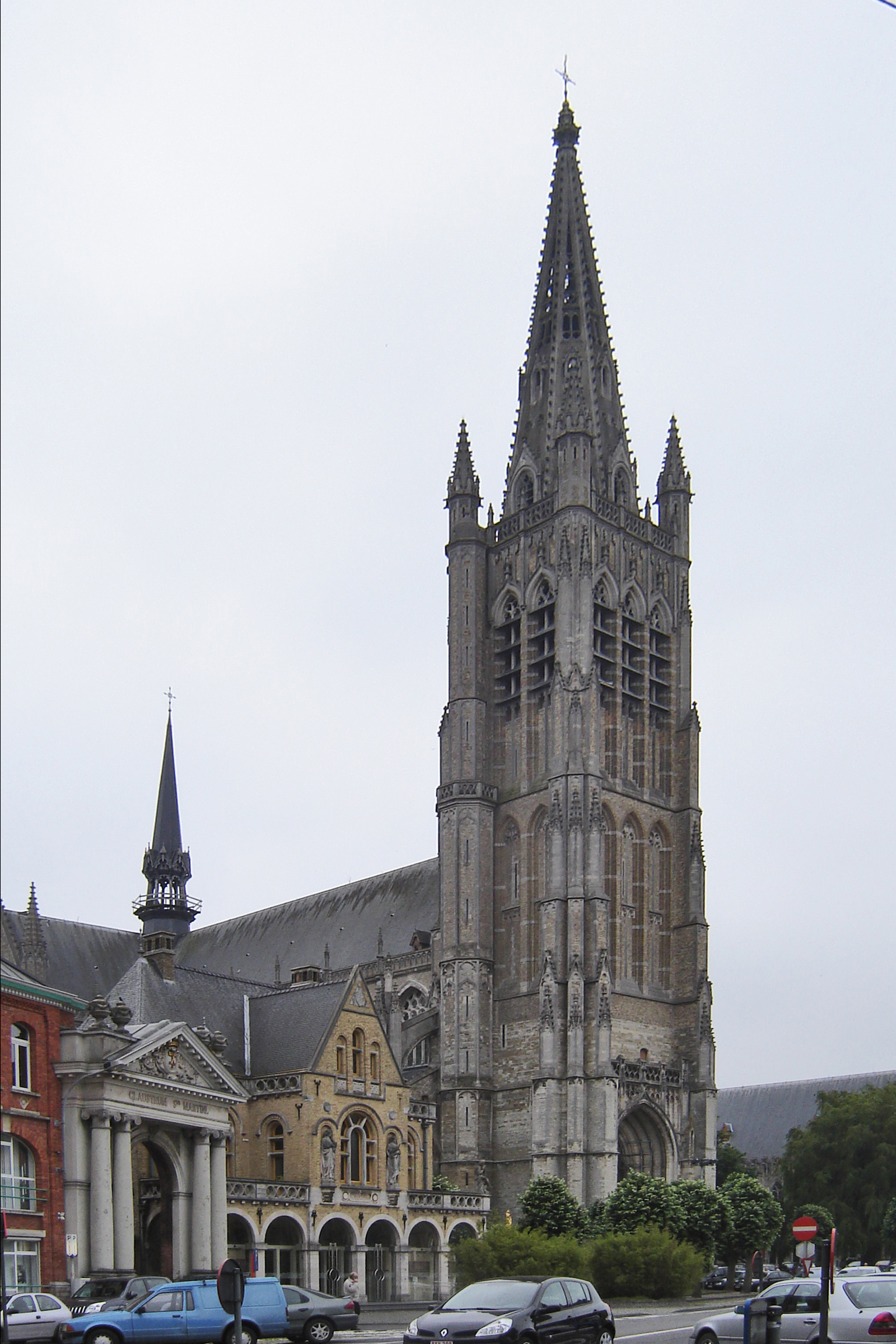
Sankt-Martins-Kathedrale, 2007
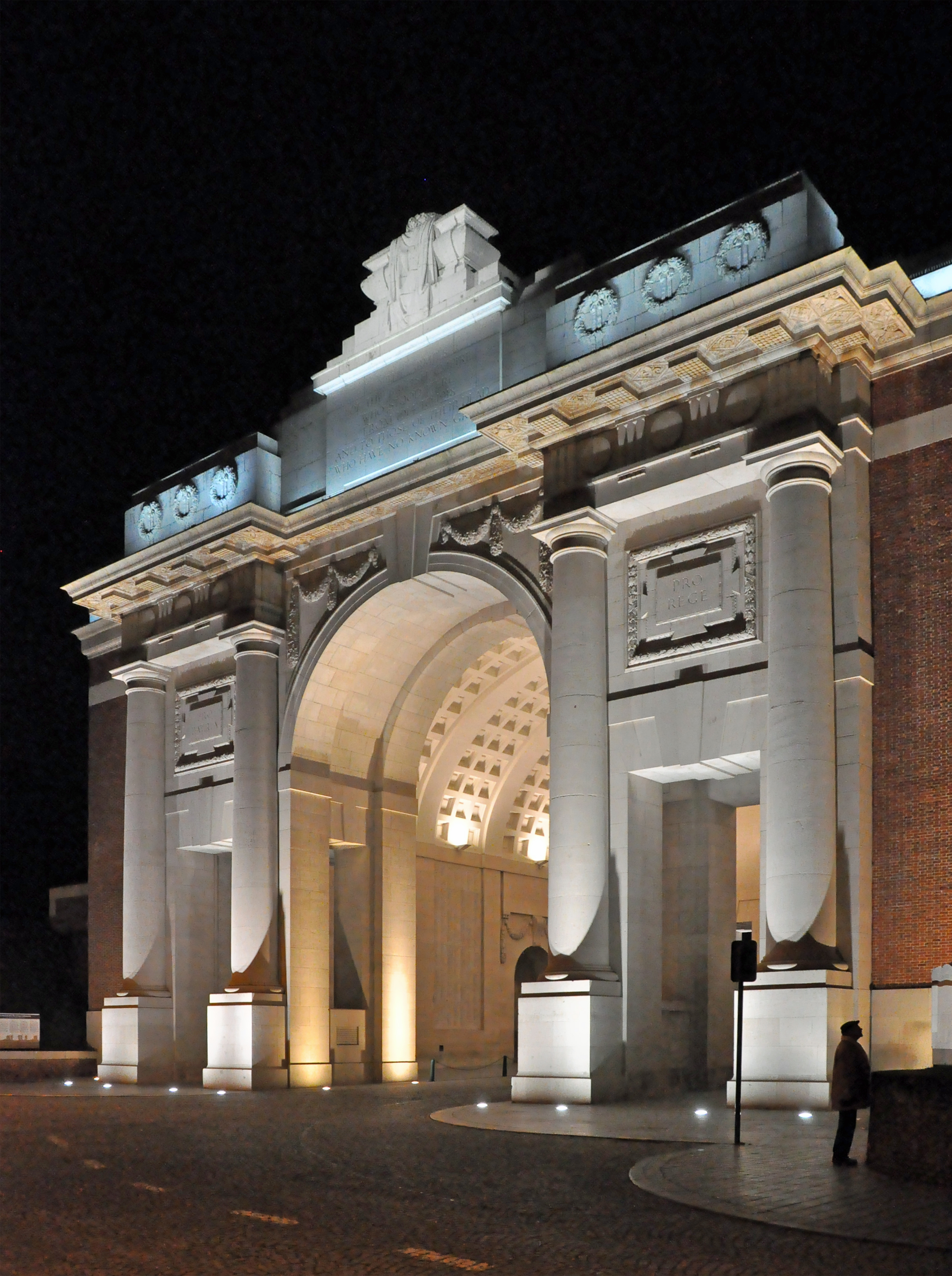
Menenpoort
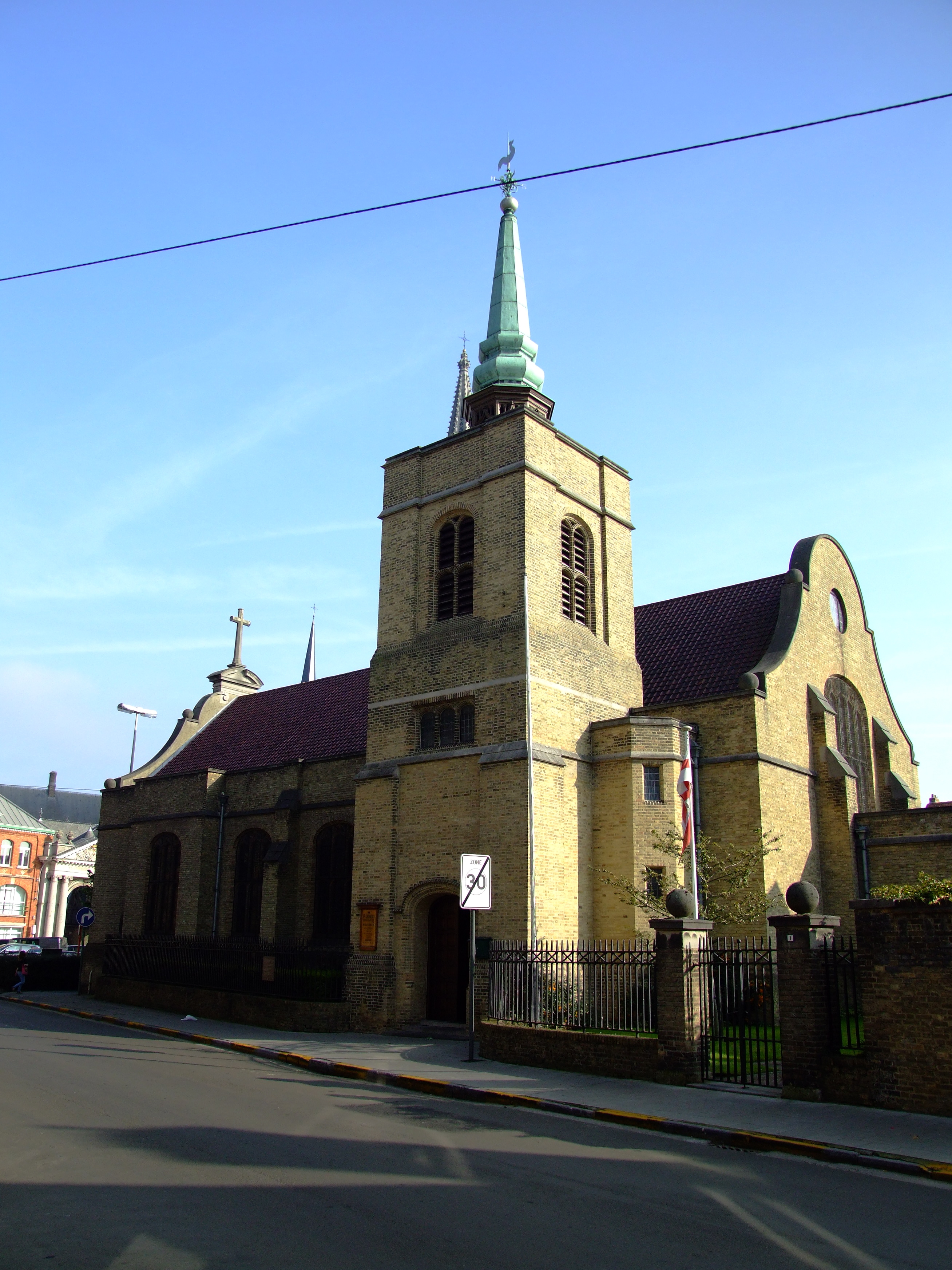
Saint George's Memorial Church
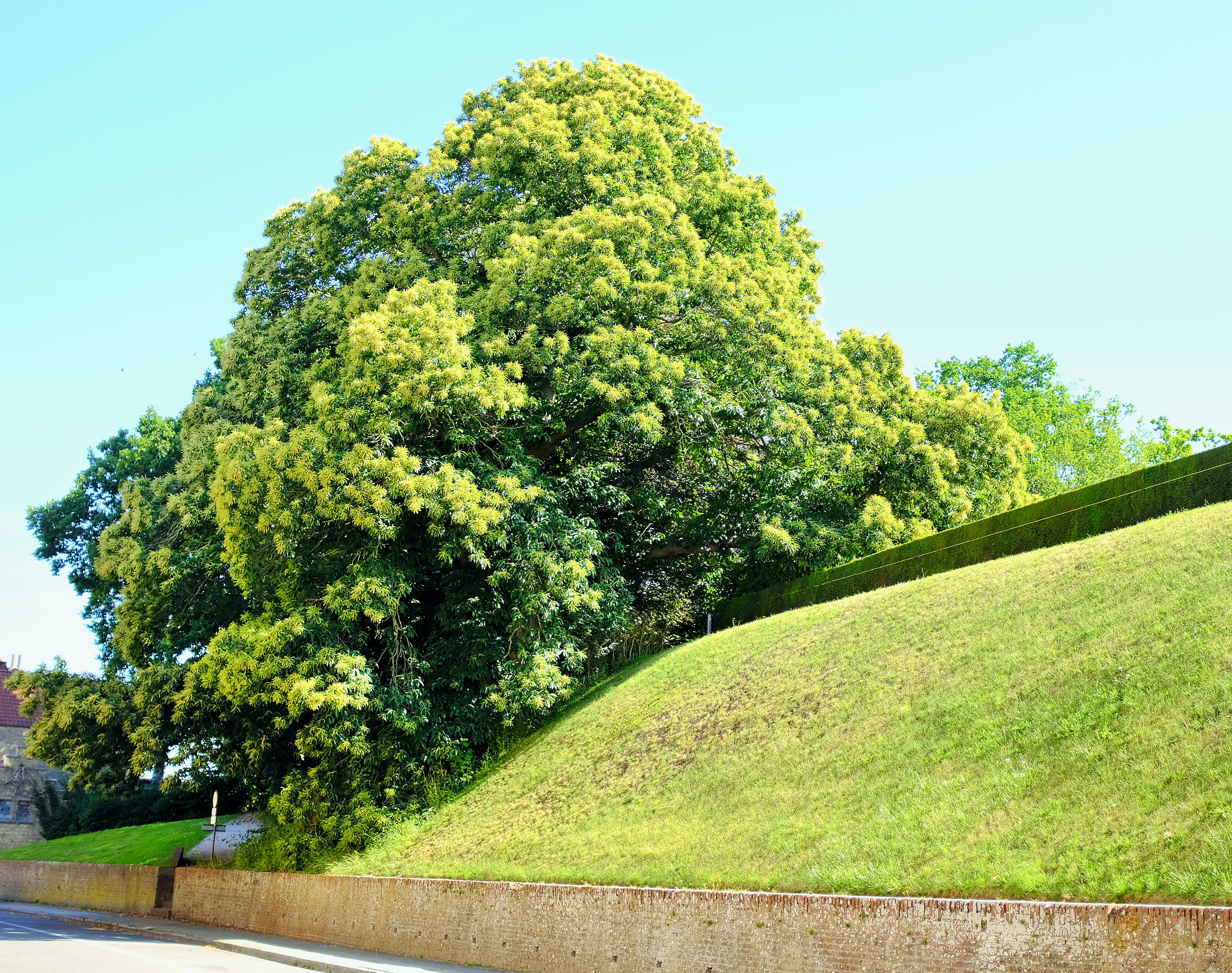
Kastanie von Ypern, 2020